# Waltham, Québec
Waltham är en kommun i provinsen Québec i Kanada. Den ligger i regionen Outaouais, i den sydöstra delen av landet, 120 km nordväst om huvudstaden Ottawa.
Kommunen är officiellt tvåspråkig (franska och engelska), med 86 % engelsktalande och 17 % fransktalande (modersmålstalare) vid folkräkningen 2021.